# Dionigi Tettamanzi
Dionigi Tettamanzi (Renate, Italia, 14 de marzo de 1934-Triuggio, Italia, 5 de agosto de 2017) fue un cardenal de la Iglesia católica. Fue designado cardenal por Juan Pablo II en 1998. Antes de su puesto en Vigevano, Tettamanzi fue arzobispo de Ancona-Osimo (1989-1995), de Génova (1995-2002) y de Milán (2002-2011). También fue administrador apostólico de la diócesis de Vigevano, Italia (2012-2013).

## Trayectoria
Después de estudiar en el seminario, Tettamanzi fue ordenado sacerdote el 28 de junio de 1957. El sacramento le fue impartido por el cardenal Montini, entonces arzobispo de Milán, y que más tarde sería Pablo VI. Se doctoró en teología en la Pontificia Universidad Gregoriana, Roma. 
Durante más de 20 años enseñó teología fundamental en el seminario mayor de Venegono Inferiore y teología pastoral en el Instituto Sacerdotal de María Inmaculada y el Instituto Regional de Ministerio Pastoral de Lombardía, Milán. Fue también autor de numerosas obras escritas.
Incluso con una intensa actividad académica, fue capaz de participar en reuniones, convenciones, cursos de actualización y debates televisados. También contribuyó con sus escritos en Osservatore Romano y Avvenire.
Después de haber sido nombrado Prelado de Honor de Su Santidad en 1985, el 11 de septiembre de 1987 fue llamado a servir como rector del Pontificio Seminario Lombardo. Durante este período continuó ofreciendo su servicio a la CEI, la Santa Sede y a diversos institutos de teología. El 28 de abril de 1989, el CEI lo llamó para ser presidente de la junta directiva del diario Avvenire.
Sirvió como sacerdote en la archidiócesis de Milán hasta el 1 de julio de 1989, cuando Juan Pablo II le nombró arzobispo de la actual Archidiócesis de Ancona-Osimo. Una vez elegido secretario general y vicepresidente de la Conferencia Episcopal Italiana, Tettamanzi renunció como obispo de esa archidiócesis el 6 de abril de 1991.
Juan Pablo II envió a Tettamanzi a la archidiócesis de Génova. Se convirtió en arzobispo de la misma el 20 de abril de 1995. El 21 de febrero de 1998, Tettamanzi fue convocado ante la Santa Sede para ser designado miembro del Colegio cardenalicio. Cuando el cardenal jesuita Carlo María Martini se retiró, Tettamanzi fue nombrado arzobispo de Milán, el 11 de julio de 2002.
Con la muerte de Juan Pablo II, tomaron fuerza especulaciones sobre quién sería el nuevo papa que saldría del cónclave. La posición de Tettamanzi como prelado de una arquidiócesis ha sido históricamente un punto a favor para conseguir el papado (sobre todo siendo la de Milán, una de las más influyentes de Italia), así como su carisma y popularidad entre la gente. No tenía adversarios entre la Curia, y se decía que tenía apoyos tanto de progresistas como de conservadores. Todo esto lo hacía uno de los favoritos para ser el próximo papa hasta la elección de Ratzinger (Benedicto XVI).
El 28 de junio de 2013, tras la sorpresiva renuncia por alegados motivos de salud del papa Benedicto XVI pocos meses antes, Tettamanzi fue sucedido en el arzobispado de Milán por el cardenal Angelo Scola.
El 24 de julio de 2012 fue nombrado administrador apostólico de Vigevano.
El cardenal Tettamanzi participó en dos cónclaves: el de Benedicto XVI y el del papa Francisco.